# Euless
Euless è un comune degli Stati Uniti d'America, situato in Texas, nella contea di Tarrant. Fa parte dell'area suburbana di Fort Worth.